# 松本隆 (実業家)
松本 隆（まつもと りゅう、1952年6月26日 - ）は、日本の実業家。そごう・西武社長を務めた。
著書　・「シニフィエを買いに。」　（2020年、繊研新聞社）「発想は、メタファーで。」（2022年三省堂書店/創英社）

## 経歴
早稲田大学政治経済学部卒業。1975年4月西武百貨店入社。
1993年3月同社広報室長、1998年2月同社川崎店店長、2000年8月同社人事部長、2001年8月同社情報システム部長、2002年9月同社船橋店店長、2005年9月ミレニアムリテイリング販売計画本部長、2006年5月同社取締役広報室担当及び販売計画本部長、2007年5月西武百貨店取締役店舗運営部長、2009年5月ミレニアムリテイリング取締役執行役員商品部長、
2010年1月そごう・西武取締役常務執行役員、2011年2月同社取締役専務執行役員を経て、2013年3月1日に代表取締役社長に就任。同年5月よりセブン&アイ・ホールディングスの取締役を兼ねる。2016年10月、そごう・西武顧問に退く。